# 점화식
수학에서 점화식(漸化式) 또는 재귀식(再歸式, 영어: recurrence relation)이란 수열에서 이웃하는 두개의 항 사이에 성립하는 관계를 나타낸 관계식이다. 즉, 수열 {\displaystyle \{a_{n}\}} 의 각 항 {\displaystyle a_{n}} 이 함수 f를 이용해서
{\displaystyle a_{n+1}=f(a_{n})}
처럼 귀납적으로 정해져 있을 때, 함수 f를 수열 {\displaystyle \{a_{n}\}} 의 점화식이라고 하며, 또한, 수열 {\displaystyle \{a_{n}\}} 은 점화식 f 로 정의된다고 한다.
점화식을 푼다는 것은 귀납적으로 주어진 수열 {\displaystyle \{a_{n}\}} 의 일반항 {\displaystyle a_{n}} 을 n 의 명시적인 식(explicit formula)으로 나타내는 것을 말한다.

## 인접 2항간 점화식
수열{an} 이 점화식에 의해서 정의되고 점화식이 변수가 하나인 함수 f에 의해서
an+1 = f(an)
로 나타내지고 있을 때, 이 점화식은 인접 2항간의 점화식이라고 한다.

### 인접 2항간 선형 점화식
인접 2항간 점화식중 f 가 일차식
an+1 = p(n) · an + q(n) (p, q는 n 의 함수)
일 때, 선형이라고 한다.

#### 계수가 모두 상수인 경우
계수 p, q가 상수인 2항간 점화식, 즉,
an+1 = p · an + q (p, q는 n 에 관계하지 않는 상수)
라면, 이 점화식은 다음과 같이 해서 등차수열 혹은 등비수열에 귀착되어 일반항 n 의 식으로 명시적으로 기술할 수 있다.：
p = 1 일 때, 점화식은 an+1 = an + q
이며, 이것은 등차수열을 나타낸다.
p ≠ 1 일 때, 점화식 an+1 = p · an + q 의 특성방정식이라 불리는 x = px + q 의 근을 α 라고 하면, 점화식은
an+1 - α = p (an - α)
으로 변형할 수 있다. 이것은 일반항이 bn = an - α 로 정의되는 수열{bn} 이 공비가 p 인 등비수열이 된다는 뜻이 되며, bn 을 n 의 식으로 쓸 수 있다. 다시, an = bn + α 이므로, 이것도 n 의 식으로 표현이 가능하다.

##### 예: 하노이의 탑
유명한 하노이의 탑(Tower of Hanoi) 문제가 있다. {\displaystyle n} 개의 원판을 이동하는 회수를 수열 {\displaystyle a_{n}}으로 정의하자. {\displaystyle n} 개의 원판을 이동시키기 위해서는 그 위쪽 {\displaystyle n-1}개의 원판을 다른 막대로 이동한 후, 맨 아래쪽 원판을 이동하고 다시 {\displaystyle n-1}개의 원판을 이동해야 하므로 다음과 같은 점화식이 성립함을 알 수 있다.
{\displaystyle a_{n}=2a_{n-1}+1}
선형 점화식이므로 간단하게 일반항이 {\displaystyle 2^{n}-1}임을 알 수 있다.

##### 등차수열·등비수열의 점화식
등차수열이나 등비수열은 인접 2항간 점화식의 매우 특수한 형태이며, 그 정의에 의해 매우 단순한 점화식을 가진다. 즉,
an+1 = an + d (d는 상수)
와 같이 된다. 이 등차수열의 점화식에서 상수 d가 공차(공통적인 차이)이다. 이 점화식을 풀면 일반항의 식은 an = a1 + (n - 1)d 이 된다. 마찬가지로
an+1 = r · an (r는 상수)
이 등비수열의ff,상수 r 이 공비(공통적인 비율)이다. 이 점화식을 풀면 an = rn-1 · a1 이란 일반항을 얻을 수 있다.

#### 계수가 상수가 아닌 경우
이러한 경우 적절한 변형을 통해 해결이 가능한 형태로 변형해주는 작업이 필요하다. 몇몇 특수한 경우에 풀이법이 잘 알려져 있다.

##### p(n) = 1 인 경우
이 경우 계차수열(인접한 두 항의 차로 이루어진 수열)이 {\displaystyle q(n)}이라는 일반항을 알고 있는 상태가 된다. 따라서 그 합을 구하면 즉시 일반항을 알 수 있게 된다. 점화식에 1부터 n까지 차례로 대입하여 다음 식들을 구성한다.
{\displaystyle a_{2}-a_{1}=q(1)}
{\displaystyle a_{3}-a_{2}=q(2)}
{\displaystyle \vdots }
{\displaystyle a_{n}-a_{n-1}=q(n-1)}
이므로 변변 모두 더하면 다음과 같은 일반항을 구할 수 있다.
{\displaystyle a_{n}=a_{1}+\sum _{k=1}^{n-1}q(k)}

##### q(n) = 0 인 경우
이 경우 {\displaystyle p(n)=1}인 경우와 마찬가지로 점화식에 1부터 n까지 차례로 대입하여 변변 곱하면 다음과 같은 일반항을 구할 수 있다.
{\displaystyle a_{n}=a_{1}\prod _{k=1}^{n-1}p(k)}

##### p(n)만 상수인 경우
{\displaystyle a_{n+1}=pa_{n}+q(n)}
점화식이 위와 같은 경우 양변을 {\displaystyle p^{n+1}}으로 나누면 다음과 같이 식을 바꿀 수 있다.
{\displaystyle {\frac {a_{n+1}}{p^{n+1}}}={\frac {a_{n}}{p^{n}}}+{\frac {q(n)}{p^{n+1}}}}
그러면 일반항이 {\displaystyle {\frac {a_{n}}{p^{n}}}}인 수열은 p(n) = 1인 경우와 동일함을 확인할 수 있다. 계차수열 {\displaystyle {\frac {q(n)}{p^{n+1}}}}의 합을 이용하여 일반항을 구한다.

##### p(n) = (n+1)/n 인 경우
{\displaystyle na_{n+1}=(n+1)a_{n}+q(n)}
점화식이 위와 같은 경우 양변을 {\displaystyle n(n+1)}으로 나누면 일반항이 {\displaystyle a_{n}/n}인 수열은 p(n) = 1인 경우와 동일함을 확인할 수 있다.

##### p(n) = n 인 경우
{\displaystyle a_{n+1}=na_{n}+q(n)}
점화식이 위와 같은 경우 양변을 {\displaystyle n!}으로 나누면, 일반항이 {\displaystyle a_{n}/(n-1)!}인 수열은 p(n) = 1인 경우와 동일함을 확인할 수 있다.

## 인접 3항간 점화식
수열 {an} 이 점화식에 의해서 정해지며, 점화식이 2 변수 함수 f에 의해서
an+2 = f(an+1, an)
로 표현될 때, 이 점화식은 인접3항간의 점화식이라고 한다.

### 인접 3항간 선형 점화식
인접 3항간 점화식 중 f 가 일차식
{\displaystyle a_{n+2}=p(n)a_{n+1}+q(n)a_{n}+r(n)}（p, q, r 은 n 의 함수）
일 경우 선형이라고 한다.

#### r(n) = 0 이고 계수가 모두 상수인 경우
상수 계수 선형 인접 3항간 점화식이 다음과 같다고 하자.
{\displaystyle a_{n+2}=pa_{n+1}+qa_{n}}（p, q는 n에 무관한 상수）
이 경우, 특성 방정식(characteristic equation) x2 = px + q 의 근을 이용해 풀 수 있다.
즉, 특성 방정식 {\displaystyle x^{2}=px+q}의 두 해를 {\displaystyle \alpha ,\beta }라고 하면, 일반항이 {\displaystyle a_{n}=C_{1}\alpha ^{n}+C_{2}\beta ^{n}}인 수열은 주어진 점화식을 만족하게 된다. 따라서 초항의 값에 따라 미정계수 {\displaystyle C_{1},C_{2}}를 결정하면 된다.
이차 방정식의 두 해가 중근이 될 경우 일반항을 {\displaystyle a_{n}=C_{1}\alpha ^{n}+C_{2}n\alpha ^{n}}로 두면 마찬가지로 주어진 점화식을 만족하게 된다. 이는 마치 상수계수만을 가진 2계도 선형 제차 미분방정식의 풀이를 연상하게 한다. (본질적으로 동일한 매커니즘이다.)

##### 예: 피보나치 수열
피보나치 수(Fibonacci numbers)의 경우 초기값 {\displaystyle F_{1}=1,F_{2}=1}과 다음과 같은 선형 인접 3항간 점화식으로 정의되어 있다.
{\displaystyle F_{n}=F_{n-1}+F_{n-2}}
이차 방정식 {\displaystyle x^{2}=x+1}의 두 해는 {\displaystyle {\frac {1+{\sqrt {5}}}{2}},{\frac {1-{\sqrt {5}}}{2}}}이므로 초항의 값을 대입하면 다음과 같은 일반항을 얻는다.
{\displaystyle F_{n}={\frac {1}{\sqrt {5}}}\left\{\left({\frac {1+{\sqrt {5}}}{2}}\right)^{n}-\left({\frac {1-{\sqrt {5}}}{2}}\right)^{n}\right\}}

#### 계수가 상수가 아닌 경우
계수가 상수가 아닌 경우에는 각각의 점화식에 따라 다양한 기법을 적용해야 한다. 양변을 적절한 수로 나누는 등의 시도를 해 볼 수 있다.

##### 예: 완전순열
완전순열 혹은 교란순열(Derangement)이라 불리는 수열의 점화식은 다음과 같다.
{\displaystyle d_{n}=(n-1)(d_{n-1}+d_{n-2})}
이 식은 다음과 같이 변형된다.
{\displaystyle d_{n}-nd_{n-1}=-\{d_{n-1}-(n-1)d_{n-2}\}}
그러므로 {\displaystyle d_{n}-nd_{n-1}}을 새로운 수열 {\displaystyle a_{n}}으로 정의하면, 다음과 같은 점화식이 된다.
{\displaystyle a_{n}=-a_{n-1}}
{\displaystyle a_{n}}의 일반항은 즉시 나오므로 다음과 같이 인접 3항간 점화식이 인접 2항간 점화식으로 변형된다.
{\displaystyle d_{n}=nd_{n-1}+(-1)^{n}}
이 경우 위에서 다룬 인접 2항간 점화식에서 p(n) = n인 꼴이 된다. 양변을 {\displaystyle n!}으로 나누면, 일반항이 {\displaystyle d_{n}/(n-1)!}인 수열의 일반항을 알 수 있고 이로써 {\displaystyle d_{n}}의 일반항도 쉽게 유도된다.

##### p = - q - 1의 형태인 경우
p = - q - 1인 경우는 특성방정식을 푸는 번거로운 과정없이 쉽게 답을 구할 수 있다. 점화식은 다음과 같이 변형된다.
{\displaystyle a_{n+2}-a_{n+1}=-q(a_{n+1}-a_{n})}
그러므로 그 계차수열이 공비가 - q 인 등비수열임을 확인할 수 있다. 계차수열의 일반항을 구해 그것으로부터 즉시 {\displaystyle a_{n}}의 일반항을 이끌어낼 수 있다.

## 상수계수의 선형 점화식
점화식의 계수가 모두 상수인 선형 점화식
{\displaystyle a_{n}=c_{1}a_{n-1}+c_{2}a_{n-2}+\cdots +c_{d}a_{n-d}}
의 경우 다음과 같은 특성 방정식의 해를 구하여 일반항을 구한다.
{\displaystyle x^{d}=c_{1}x^{d-1}+\cdots +c_{d-1}x^{1}+c_{d}}

### 선형대수학을 이용한 해법
다항 방정식을 이용한 풀이법도 있지만 선형대수학을 이용할 수도 있다. 다음과 같이 수열의 초기항을 고유기저(eigenbasis)로 표현했다고 하자.
{\displaystyle {\begin{bmatrix}a_{0}\\\vdots \\a_{d-1}\end{bmatrix}}=b_{1}v_{1}+\cdots +b_{d}v_{d}}
이 경우 조르당 표준형(Jordan normal form)을 이용하여 일반항을 구할 수 있다.
{\displaystyle {\begin{bmatrix}a_{n}\\\vdots \\a_{n+(d-1)}\end{bmatrix}}=C^{n}{\begin{bmatrix}a_{0}\\\vdots \\a_{d-1}\end{bmatrix}}=C^{n}(b_{1}v_{1}+\cdots +b_{d}v_{d})=\lambda _{1}^{n}b_{1}v_{1}+\cdots +\lambda _{d}^{n}b_{d}v_{d}}
만약 행렬이 대각화(diagonalizable)되지 않으면 해법은 좀 더 복잡하게 된다.

#### 예: 피보나치 수의 선형대수학을 이용한 해법
피보나치 수의 점화식을 행렬로 표현하면 다음과 같이 된다.
{\displaystyle {\begin{bmatrix}F_{n+1}\\F_{n}\end{bmatrix}}={\begin{bmatrix}1&1\\1&0\end{bmatrix}}{\begin{bmatrix}F_{n}\\F_{n-1}\end{bmatrix}}}
그러므로 일반항은 다음과 같이 된다.
{\displaystyle {\begin{bmatrix}F_{n+1}\\F_{n}\end{bmatrix}}={\begin{bmatrix}1&1\\1&0\end{bmatrix}}^{n-1}{\begin{bmatrix}F_{2}\\F_{1}\end{bmatrix}}}
이 행렬은 다음과 같이 대각화 된다. 특성방정식의 {\displaystyle x^{2}-x-1=0}의 두 해를 {\displaystyle \alpha ,\beta }라고 두면, 이 두 값이 고윳값이므로
{\displaystyle {\begin{bmatrix}1&1\\1&0\end{bmatrix}}={\begin{bmatrix}\alpha &\beta \\1&1\end{bmatrix}}{\begin{bmatrix}\alpha &0\\0&\beta \end{bmatrix}}{\begin{bmatrix}\alpha &\beta \\1&1\end{bmatrix}}^{-1}}
그러므로 일반항은 다음과 같이 정리되며 다항방정식을 이용한 풀이와 동일한 일반항을 얻을 수 있다.
{\displaystyle {\begin{bmatrix}F_{n+1}\\F_{n}\end{bmatrix}}={\begin{bmatrix}1&1\\1&0\end{bmatrix}}^{n-1}{\begin{bmatrix}F_{2}\\F_{1}\end{bmatrix}}={\begin{bmatrix}\alpha &\beta \\1&1\end{bmatrix}}{\begin{bmatrix}\alpha ^{n-1}&0\\0&\beta ^{n-1}\end{bmatrix}}{\begin{bmatrix}\alpha &\beta \\1&1\end{bmatrix}}^{-1}{\begin{bmatrix}F_{2}\\F_{1}\end{bmatrix}}}

### Z 변환을 이용한 해법
Z 변환 페이지 참조.

### 수열의 합을 포함하는 경우
점화식 내에 그 수열의 합이 들어있는 경우, 적절한 변형을 하여 인접한 몇 개의 항을 포함하는 점화식으로 바꾸어 준다. 예를 들어,
{\displaystyle a_{1}+a_{2}+a_{3}+\cdots +a_{n}=f(n)a_{n}}
점화식이 위와 같이 주어진 경우, 다음과 같이 인접 2항간의 점화식으로 변형한다.
{\displaystyle f(n-1)a_{n-1}+a_{n}=f(n)a_{n}}
수열 {\displaystyle \{a_{n}\}}의 {\displaystyle n}째 항까지의 총합이 {\displaystyle S_{n}}인 경우, {\displaystyle S_{n}-S_{n-1}=a_{n}}임을 활용하여 인접 2항간의 점화식으로 변형가능한 것도 있다.

## 몇몇 간단한 비선형의 경우
비선형의 경우 일반적인 풀이법은 없다. 그러나 몇몇 간단하게 해결되는 경우가 알려져 있다.

### 예1: 역수에 주목
{\displaystyle pa_{n}a_{n+1}=qa_{n}-ra_{n+1}}
점화식이 위와 같이 주어진 경우 양변을 {\displaystyle a_{n}a_{n+1}}으로 나누면 수열 {1/{\displaystyle a_{n}}}이 선형 점화식이 됨을 알 수 있다. 이 선형 점화식의 일반항을 구하여 해결한다.

### 예2: 로그를 취하여 해결가능한 경우
{\displaystyle a_{n+1}=4a_{n}^{2}}
점화식이 위와 같이 주어진 경우 양변에 밑이 2인 로그를 취하면 {\displaystyle \log _{2}a_{n+1}=2\log _{2}a_{n}+2}와 같이 변형되어 수열 {\displaystyle \{\log a_{n}\}}이 선형 점화식을 가짐을 알 수 있다. 따라서 선형 점화식을 풀면 쉽게 해결할 수 있다.

### 예3: 점화식의 역수를 취해 해결가능한 경우
{\displaystyle a_{n+1}={\frac {2a_{n}}{a_{n}+2}}}
점화식이 위와 같이 주어진 경우 양변의 역수를 취하면 수열 {1/{\displaystyle a_{n}}}이 선형 점화식을 가짐을 알 수 있다. 이 점화식을 풀면 쉽게 일반항을 구할 수 있다.

### 예4: 십진법에 기초한 점화식
십진법에 기초하여 정의된 수열의 경우 쉽게 일반항을 구할 수 있는 경우가 있다. 예를 들어, 4가 이전의 항에서 하나씩 늘어가는 방법으로 정의된 수열이 있다고 하자. 즉,
4, 44, 444, 4444, 44444, .....
이 경우 일반항은 다음과 같다.
{\displaystyle {\frac {4}{9}}(10^{n}-1)}
기수법이 다른 경우도 마찬가지 방법을 쓸 수 있다.

### 예5: 주기형의 경우
{\displaystyle a_{n+1}=-{\frac {1}{a_{n}+1}},\;a_{n}\neq -1}
점화식이 위와 같이 주어진 경우, n에 대한 식으로 표현하기 어렵다. 그러나 몇몇 값을 대입해보면 이 수열은 주기적으로 같은 값이 반복됨을 알 수 있다. 즉, {\displaystyle a,-{\frac {1}{a+1}},-{\frac {a+1}{a}}} 이 세 수가 반복되어 나타난다.

## 생성함수를 이용한 해법
생성함수(generating function)를 이용하여 수열의 일반항을 찾는 것이 가능한 경우가 있다.

### 예 1
{\displaystyle a_{1}=0}이고 점화식이 아래와 같이 주어진 수열을 생각해보자.
{\displaystyle a_{n+1}=2a_{n}+1}
이 수열을 계수로 갖는 다항식 {\displaystyle A(x)=\sum _{n=1}^{\infty }a_{n}x^{n}}은 다음 등식을 만족해야 한다.
{\displaystyle {\frac {A(x)}{x}}=2A(x)+\sum _{n=1}^{\infty }x^{n}=2A(x)+{\frac {x}{1-x}}}
그러므로 {\displaystyle A(x)}를 구할 수 있고 이를 다시 부분분수로 분해하여 무한급수로 표현한다.
{\displaystyle A(x)={\frac {x^{2}}{(1-x)(1-2x)}}={x}\left({\frac {1}{1-2x}}-{\frac {1}{1-x}}\right)=\sum (2^{n-1}-1)x^{n}}

### 예 2
{\displaystyle a_{0}=1}이고 점화식이 아래와 같이 주어진 수열을 생각해보자.
{\displaystyle a_{n+1}=2a_{n}+n}
그런데 {\displaystyle {\frac {d}{dx}}\sum x^{n}=\sum nx^{n-1}}이라는 사실을 이용하여 {\displaystyle \sum nx^{n-1}={\frac {d}{dx}}{\frac {1}{1-x}}={\frac {1}{(1-x)^{2}}}}임을 알 수 있으므로, 이 수열을 계수로 갖는 다항식 {\displaystyle A(x)}은 다음 등식을 만족해야 함을 알 수 있다.
{\displaystyle {\frac {A(x)-1}{x}}=2A(x)+{\frac {x}{(1-x)^{2}}}}
마찬가지로 부분분수로 분해하여 무한급수로 표현한다.
{\displaystyle A(x)={\frac {1-2x+2x^{2}}{(1-x)^{2}(1-2x)}}={\frac {-1}{(1-x)^{2}}}+{\frac {2}{1-2x}}=\sum (2^{n+1}-n-1)x^{n}}

### 예 3: 피보나치 수열의 생성함수를 이용한 해법
{\displaystyle n}번째 피보나치 수를 계수로 갖는 다항식 {\displaystyle F(x)}는 정의에 의해 다음을 만족해야 함을 즉시 알 수 있다.
{\displaystyle {\frac {F(x)-x}{x}}=F(x)+xF(x)}
그러므로 다음을 얻는다.
{\displaystyle F(x)={\frac {x}{1-x-x^{2}}}}
방정식 {\displaystyle 1-x-x^{2}=0}의 두 근을 {\displaystyle r_{1},r_{2}}라고 하면 다음과 같이 부분분수로 분해된다.
{\displaystyle F(x)={\frac {1}{r_{1}-r_{2}}}\left({\frac {1}{1-xr_{1}}}-{\frac {1}{1-xr_{2}}}\right)}
이것을 무한급수로 표현하면 일반항을 얻을 수 있다.

## 같이 보기
- 미분 방정식

## 참고
- 정보통신기술용어해설
- 매스월드